# 10月5日 (旧暦)
旧暦10月5日（きゅうれきじゅうがついつか）は旧暦10月の5日目である。六曜は友引である。

## できごと
- 永祚2年（ユリウス暦990年10月26日）一条天皇の女御藤原定子が立后される。太皇太后は冷泉天皇の后昌子内親王、皇太后は一条天皇の母藤原詮子、中宮（皇后）は円融上皇の后藤原遵子と、三后の位が全てふさがっていたため、遵子が「皇后宮」、定子が「中宮」と称される（＝皇后・中宮並立の初例）。
- 康元元年（同1256年10月24日）建長から康元に改元する。
- 文永11年（同1274年11月4日）元軍が対馬・壱岐に初来襲。文永の役が始まる。
- 明徳3年／元中9年閏10月（同1392年11月19日） - 南北朝合一。南朝の後亀山天皇が北朝の後小松天皇に三種の神器を譲る（明徳の和約）

## 誕生日
- 安永2年（グレゴリオ暦1773年11月18日） - 徳川家斉、江戸幕府11代将軍（+ 1841年）

## 忌日
- 慶長19年（グレゴリオ暦1614年11月6日） - 教如、浄土真宗の僧侶、東本願寺第12代法主（* 1558年）
- 寛永7年（グレゴリオ暦1630年11月9日） - 藤堂高虎、武将（* 1556年）